# أحمد بن فرتوا
أحمد بن فرتوا ( ؟ -991هـ، ؟ - 1583م). مؤرخ عالم يكاد يكون من نفس جيل علماء تنبكت (تمبكتو الآن) الذين كتب عنهم أحمد بابا التنبكتي، ولكن له تقليدًا مستقلاً في الكتابة، وهو العناية بالناحية الحربية في حياة أحد سلاطين برنو، المشهور بإدريس ألوما. وقد قام المستشرق ريتشموند بالمر بنشر كتاباته التي منها: تاريخ ماي إدريس وغزواته، الذي طبع في كانو سنة 1932م. و ترجمة إنجليزية لكتاب ابن فرتوا ضمن كتاب بعنوان ذكريات سودانية: طبع في لاجوس سنة 1928م، والوصف الخاص بمؤلف ابن فرتوا يقع في الجزء الأول من هذا الكتاب.
وكتاب الماي إدريس رسالتان مهمتان، الأولى عن تاريخ الاثنتي عشرة سنة الأولى من حكم إدريس ألوما، سلطان برنو (1571-1583م)، والثانية عن حروب هذا السلطان ضد قبائل البلالة. وتعتبر هاتان الرسالتان من أهم المصادر العربية في تاريخ برنو الإسلامي.
يبدو أن فرتوا كان في منصب رسمي عندما كتب هذه المؤلفات، فهو نفسه كان معاصرًا لحملات الماي إدريس التي سجلها. أما حياته فلا يعرف عنها إلا القليل، ولكن يبدو من مؤلفاته أنه كان من العلماء المؤرخين، الذين فطنوا إلى أهمية تدوين التاريخ القومي لبلادهم.